# Dzsehutiemhat
Dzsehutiemhat vagy Thotemhat ókori egyiptomi uralkodó volt, Hermopolisz (egyiptomi nevén Hemenu) királya a XXV. dinasztia idején.
Hasonlóan Nimlothoz, aki feltehetően az elődje volt, Dzsehutiemhat is királlyá kiáltotta ki magát és teljes fáraói titulatúrát vett fel annak ellenére, hogy valójában csak a felső-egyiptomi Wenet nomosz fővárosában, Hemenuban uralkodott, a kusita származású XXV. dinasztia vazallusaként. Kártusa egy Tjanheszret nevű pap sérült kockaszobrának vállán maradt fenn, amelyet 1909-ben találtak Luxorban és ma a kairói Egyiptomi Múzeum gyűjteményében található (katalógusszám: CG 42212), emellett Ámon-Ré egy naosz formájú bronzamulettjén, amely ismeretlen lelőhelyről (valószínűleg szintén Luxorból) került elő, és ma a British Museumban található (katalógusszám EA11015). Egyedüli ismert ábrázolása egy votív írnoki palettán maradt fenn, amely ma a Swansea-i Egyetem Egyiptomi Múzeumában található.
Kenneth Kitchen brit egyiptológus szerint Dzsehutiemhat utóda a kevéssé ismert Padinemti király lehetett.

## Neve és titulatúrája
A fáraók titulatúrájának magyarázatát és történetét lásd az Ötelemű titulatúra szócikkben.
| G5 |

| G5 |

| N28 | G17 | E34 · N24 |

| N28 | G17 | E34 · N24 |

| N28 | G17 | E34 · N24 |

| N28 | G17 | E34 · N24 |

| G5 |

| G5 |

| N28 | G17 | E34 · N24 |

| N28 | G17 | E34 · N24 |

| N28 | G17 | E34 · N24 |

| N28 | G17 | E34 · N24 |

| M23 | L2 |

| M23 | L2 |

| N5 | L1 | nfr | N28 · N28 |

| N5 | L1 | nfr | N28 · N28 |

| N5 | L1 | nfr | N28 · N28 |

| N5 | L1 | nfr | N28 · N28 |

| N5 | L1 | nfr | N28 · N28 |

| N5 | L1 | nfr | N28 · N28 |

| N5 | L1 | nfr | N28 · N28 |

| N5 | L1 | nfr | N28 · N28 |

| M23 | L2 |

| M23 | L2 |

| N5 | L1 | nfr | N28 · N28 |

| N5 | L1 | nfr | N28 · N28 |

| N5 | L1 | nfr | N28 · N28 |

| N5 | L1 | nfr | N28 · N28 |

| N5 | L1 | nfr | N28 · N28 |

| N5 | L1 | nfr | N28 · N28 |

| N5 | L1 | nfr | N28 · N28 |

| N5 | L1 | nfr | N28 · N28 |

| G39 | N5 | \| \| |
|     |    |       |

|  |

| G39 | N5 | \| \| |
|     |    |       |

|  |

| G26 | G17 | F4 |

| G26 | G17 | F4 |

| G26 | G17 | F4 |

| G26 | G17 | F4 |

| G26 | G17 | F4 |

| G26 | G17 | F4 |

| G26 | G17 | F4 |

| G26 | G17 | F4 |

| G39 | N5 | \| \| |
|     |    |       |

|  |

| G39 | N5 | \| \| |
|     |    |       |

|  |

| G26 | G17 | F4 |

| G26 | G17 | F4 |

| G26 | G17 | F4 |

| G26 | G17 | F4 |

| G26 | G17 | F4 |

| G26 | G17 | F4 |

| G26 | G17 | F4 |

| G26 | G17 | F4 |

## Fordítás
- Ez a szócikk részben vagy egészben  a   Djehutyemhat című angol Wikipédia-szócikk ezen változatának fordításán alapul.  Az eredeti cikk szerkesztőit annak laptörténete sorolja fel. Ez a jelzés csupán a megfogalmazás eredetét és a szerzői jogokat jelzi, nem szolgál a cikkben szereplő információk forrásmegjelöléseként.